# Giovanni Cornette
Giovanni Cornette (Roeselare, 27 augustus 1971) is een Belgisch voormalig professioneel wielrenner. Hij won in 1994 de Vlaamse Pijl en mocht hierop stage lopen bij Lotto. Hij wist echter geen contract af te dwingen en na een jaar bij een kleinere Belgische ploeg verdween Cornette uit het profpeloton.

## Belangrijkste overwinningen
1994
- Vlaamse Pijl

## Grote rondes
Geen
Baguet · M. De Clercq · P. De Clercq · Desmet · Farazijn · Frison · Hennebert · Herinne · Magalhães Azevedo · Mattan · Omloop · Ribeiro · Roosen · Tchmil · Van De Laer · Van de Wouwer · Van Den Abeele · Vandenbroucke · Vanhaecke · Verdonck · Cornette (stagiair) · Demarbaix (stagiair) · Vandaele (stagiair)